# Neurellipes likouala
Neurellipes likouala är en fjärilsart som beskrevs av Henry Stempffer 1962. Neurellipes likouala ingår i släktet Neurellipes och familjen juvelvingar. Inga underarter finns listade i Catalogue of Life.